# Jadugora
Jadugora è una suddivisione dell'India, classificata come census town, di 19.003 abitanti, situata nel distretto del Singhbhum Orientale, nello stato federato del Jharkhand. In base al numero di abitanti la città rientra nella classe IV (da 10.000 a 19.999 persone).

## Geografia fisica
La città è situata a 22° 38' 48 N e 86° 21' 50 E.

## Società

### Evoluzione demografica
Al censimento del 2001 la popolazione di Jadugora assommava a 19.003 persone, delle quali 10.082 maschi e 8.921 femmine. I bambini di età inferiore o uguale ai sei anni assommavano a 2.294, dei quali 1.199 maschi e 1.095 femmine. Infine, coloro che erano in grado di saper almeno leggere e scrivere erano 13.615, dei quali 8.033 maschi e 5.582 femmine.